# Сухожев
Сухожев (пол. Suchorzew) — село в Польщі, у гміні Плешев Плешевського повіту Великопольського воєводства.
Населення — 592 особи (2011).
У 1975-1998 роках село належало до Каліського воєводства.

## Демографія
Демографічна структура станом на 31 березня 2011 року:
|          | Загалом | Допрацездатний вік | Працездатний вік | Постпрацездатний вік |
| -------- | ------- | ------------------ | ---------------- | -------------------- |
| Чоловіки | 296     | 71                 | 190              | 35                   |
| Жінки    | 296     | 63                 | 176              | 57                   |
| Разом    | 592     | 134                | 366              | 92                   |